# Gekko tawaensis
Gekko tawaensis är en ödleart som beskrevs av Okada 1956. Gekko tawaensis ingår i släktet Gekko och familjen geckoödlor. IUCN kategoriserar arten globalt som livskraftig. Inga underarter finns listade i Catalogue of Life.
Arten förekommer i södra Japan. Den lever i låglandet och i kulliga områden upp till 500 meter över havet. Gekko tawaensis hittas oftast på klippor som är täckta med växtlighet. Den vistas även i trädansamlingar och den besöker sällan förstäder.